# MasAir
MasAir est une compagnie aérienne cargo mexicaine.

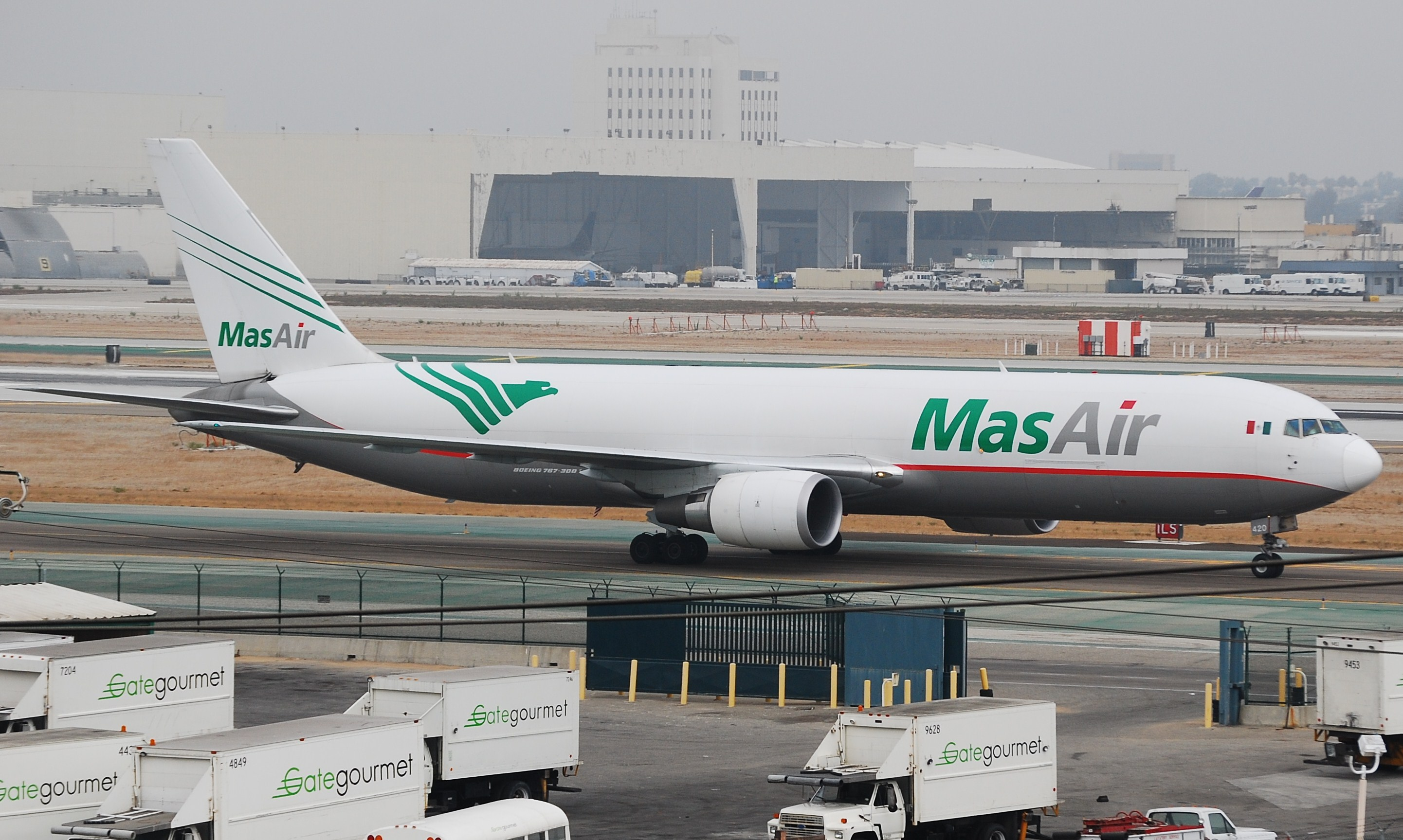
Cargo de MasAir